# Samsung Galaxy Z Fold2
Das Samsung Galaxy Z Fold2 ist ein faltbares Smartphone des südkoreanischen Herstellers Samsung Electronics. Das Foldable wurde am 5. August 2020 vorgestellt und ist seit dem 18. September 2020 im Handel erhältlich. Nach dem Samsung Galaxy Fold und dem Samsung Galaxy Z Flip ist es bereits das dritte Gerät von Samsung, das die Funktion besitzt, das Display falten zu können.

## Design
Das Galaxy Z Fold2 besteht außen aus zwei Teilen, die mit einem Scharnier verbunden sind. Die linke Seite beherbergt das Kameraelement, das wie bei den meisten Smartphones etwas hervorsteht. Auf der rechten Seite befindet sich das äußere Display, und im Inneren ist das große Display, das eigentlich die Ausmaße eines Tablet-Displays hat. Man kann die Stelle, an der das Display gehalten wird, bemerken, es ergibt sich ein ganz leichter Falz.
Das Foldable ist in Farben Mystic Black (Schwarz) und Mystic Bronze (Bronze) erhältlich, diese Farbe tragen der Rahmen, das Scharnier und die äußere linke Seite, auf welcher das Kameraelement ist, dieses ist ebenfalls in der gewählten Farbe gefertigt. Das Scharnier ist mit zusätzlichen Farben individualisierbar, die Farben Silber, Gold, Hellblau und Hellrot werden angeboten.

## Technische Daten
Dass viele Dinge, die normale Smartphones in diesem Preisbereich haben, hier nicht vorhanden sind, muss mit der neuartigen Falt-Technologie begründet werden. Im Gegensatz zum Vorgänger wurde die Ausstattung aber deutlich verbessert, und das Gerät ist auch stabiler geworden.

### Software
Das Samsung Galaxy Z Fold2 wurde mit Android 10 vorgestellt. Nach dem Update-Versprechen von Samsung werden drei große Software-Updates und vier Jahre Sicherheitsupdates garantiert.

### Leistung
Samsung verbaut im Z Fold2, anders als beim Vorgänger, auch in Europa den Qualcomm Snapdragon 865+, der in vielen Flaggschiffgeräten des Jahres 2020 verbaut ist.

### Display
Verbaut ist ein 120-Hertz-Display; das ist im Bereich der Foldables ebenfalls eine Neuerung. Das innere Display konnte geringfügig, das äußere Display hingegen signifikant vergrößert werden.

### Akku
Auch der Akku konnte vergrößert werden, dieser hat nun eine Kapazität von 4500 mAh. Das Z Fold 2 kann zusätzlich zum normalen Aufladen über USB-C auch drahtlos geladen werden.

### Sonstiges
Das Galaxy Z Fold 2 unterstützt den 5G-Mobilfunkstandard und Bluetooth 5.0.

## Bildergalerien

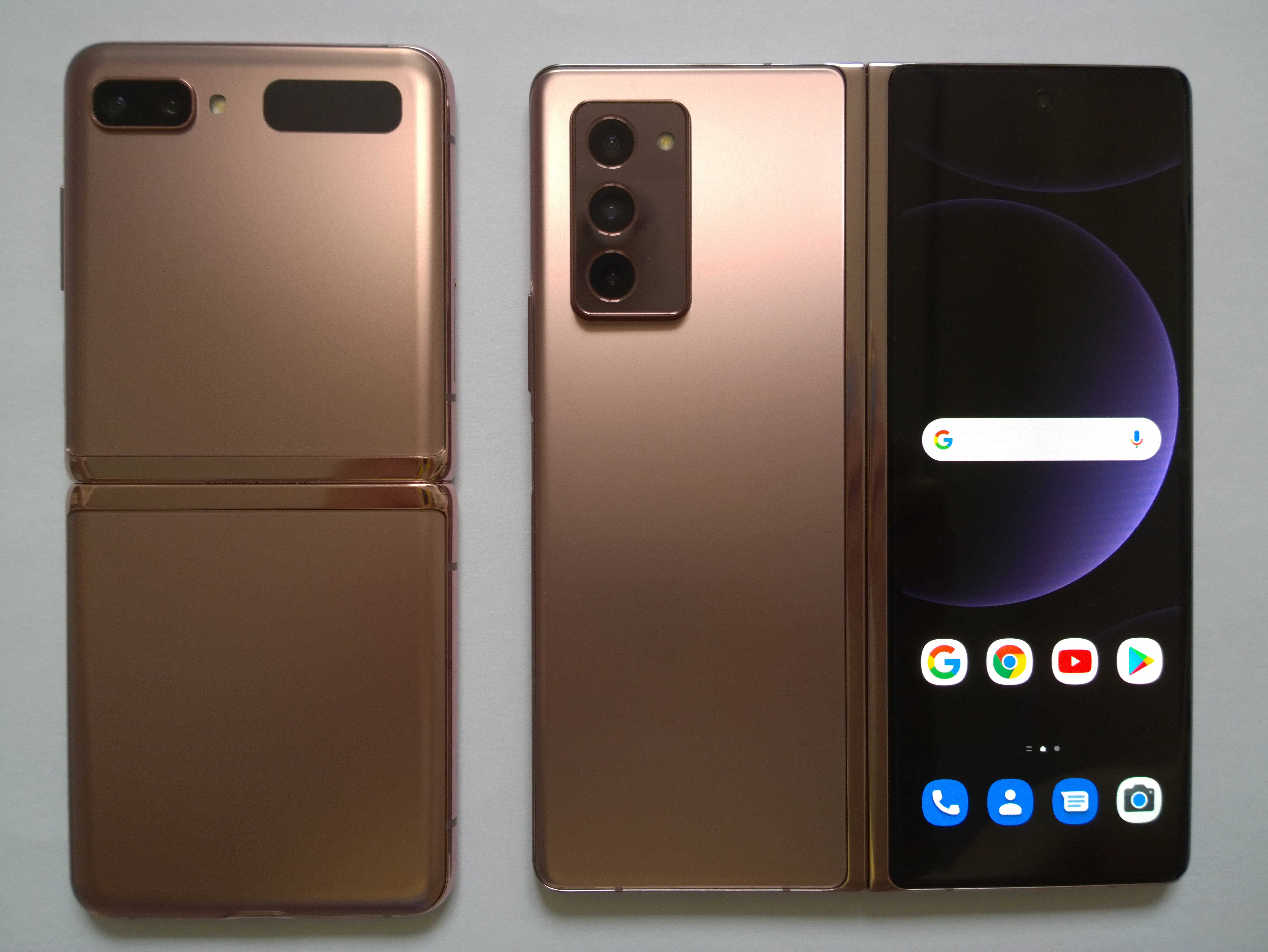
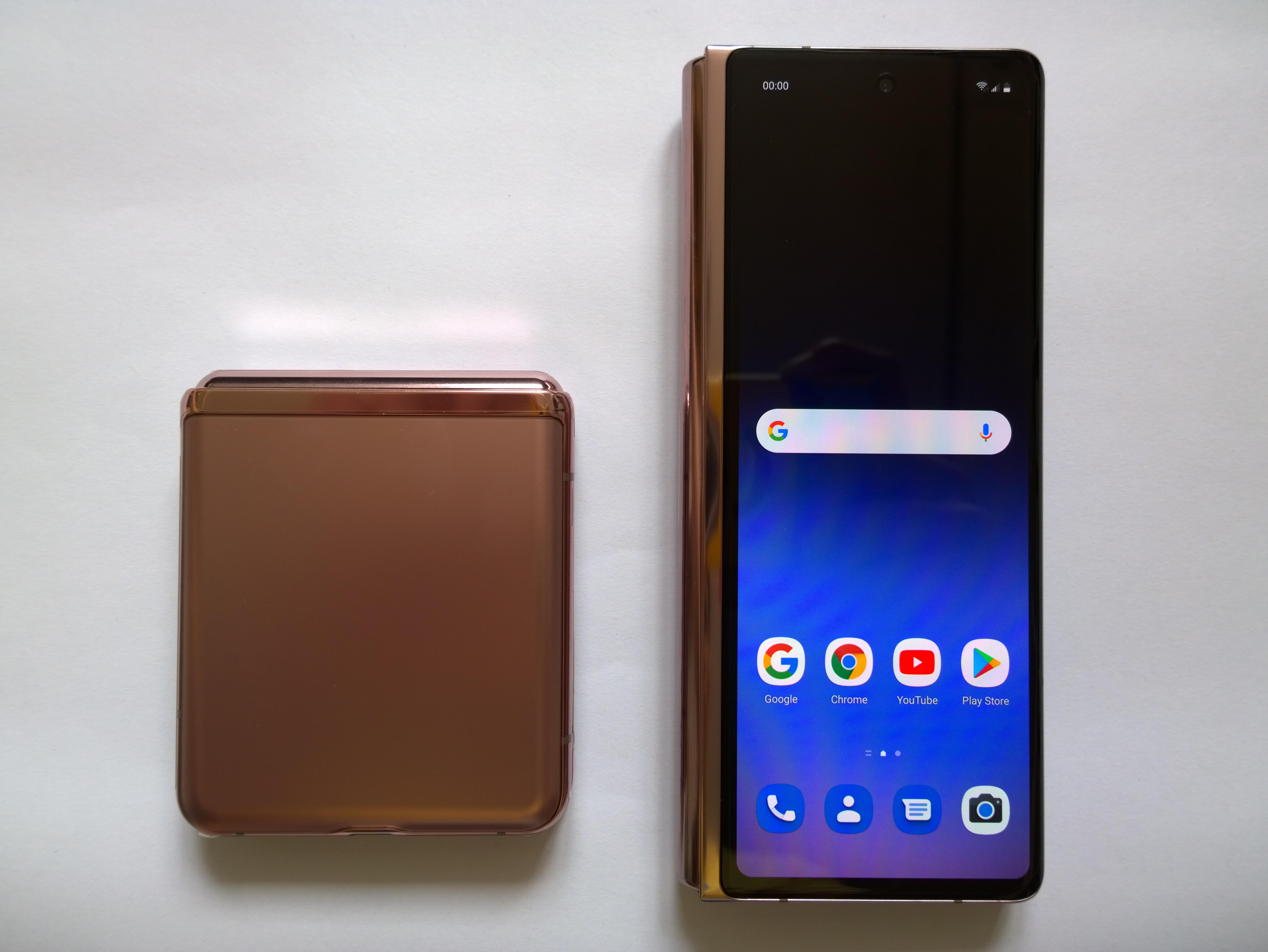
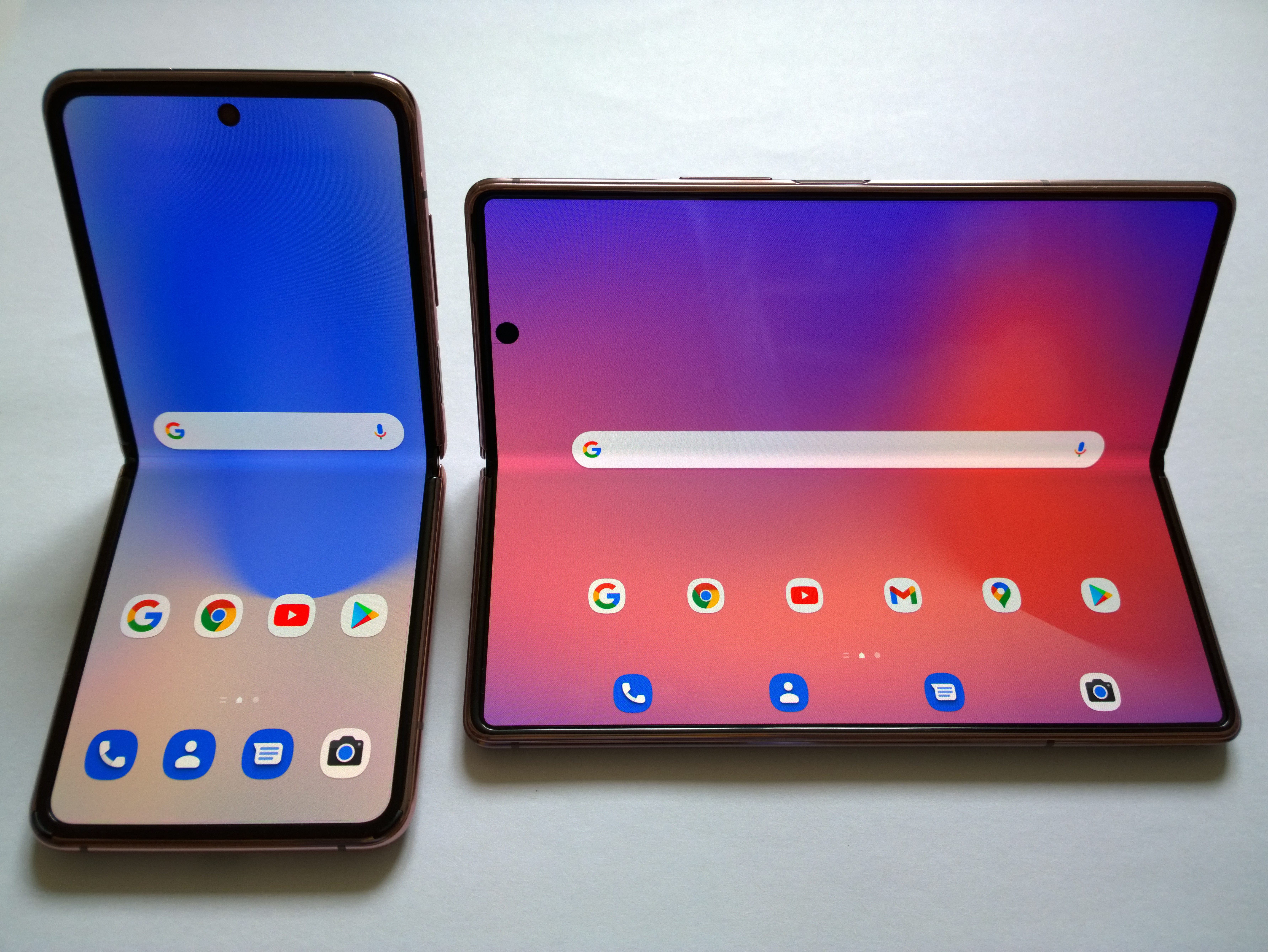
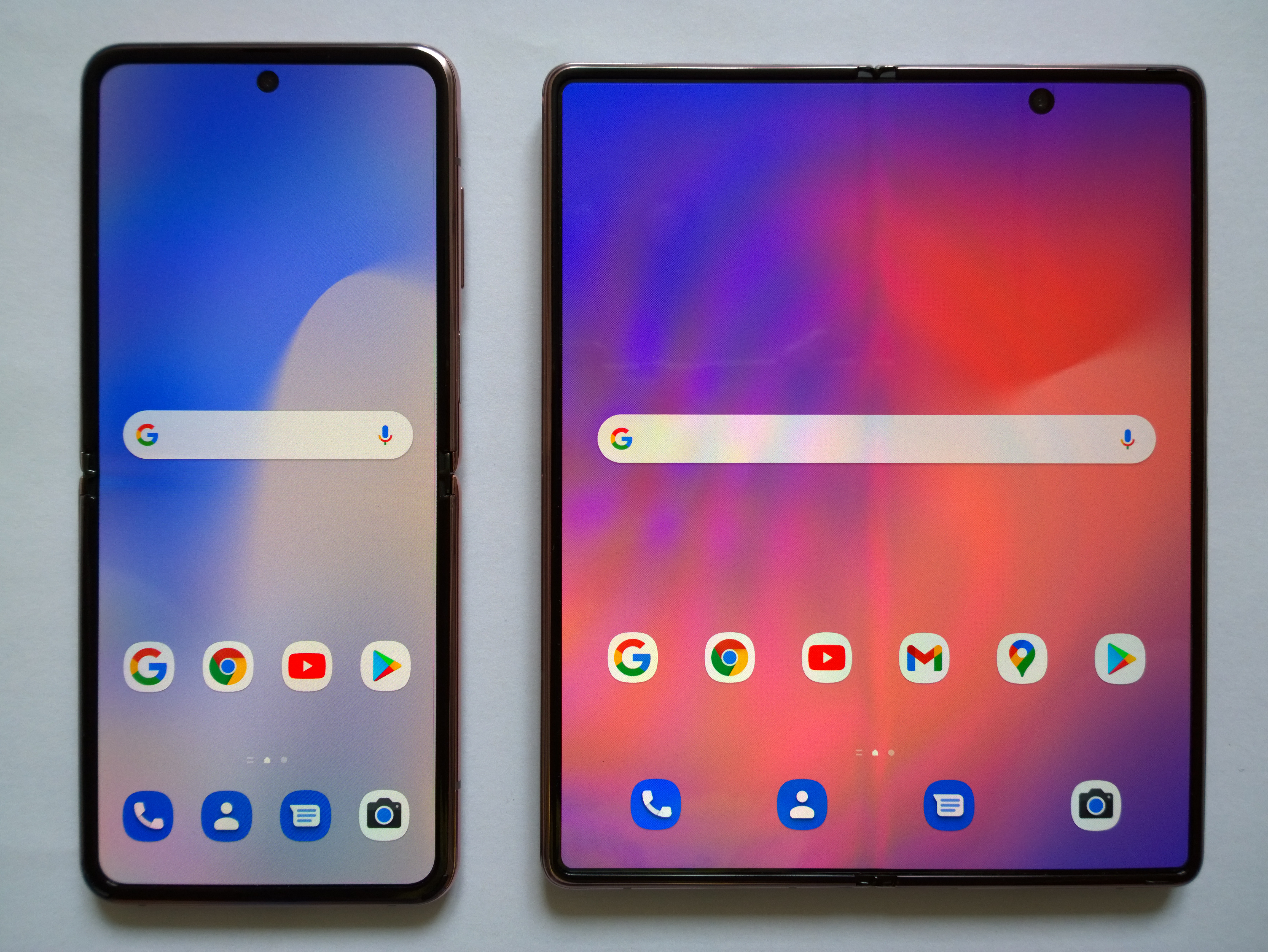